# Sebgag
Sebgag (em árabe: سبقاق) é uma cidade e comuna localizada na província de Laghouat, Argélia. Segundo o censo de 2008, a população total da cidade era de 5 981 habitantes.